# AN/SPQ-9

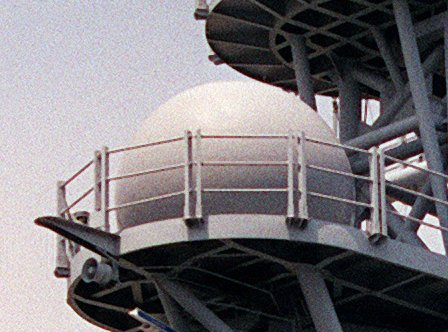
Radôme AN/SPQ-9 de l'.

L'AN/SPQ-9A est un radar de recherche de surface et de conduite de tir polyvalent de la marine américaine utilisé avec le système de contrôle de tir du canon Mk-86. Il s'agit d'un radar de recherche de surface bidimensionnel, ce qui signifie qu'il fournit uniquement la portée et le relèvement, mais pas l'élévation. Il est principalement destiné à la détection et au suivi de cibles à la surface de l'eau, soit pour l'engagement de tirs d'artillerie, ou pour la navigation. Il peut également détecter et poursuivre des cibles aériennes à basse altitude (inférieures à 2 000 pieds).

## Service
Initialement testé sur l'USS Norton Sound, le système a également été déployé sur les destroyers de la classe Spruance, les destroyers de la classe Kidd, les destroyers de classe Arleigh Burke, les croiseurs de la classe Ticonderoga, des navires d'assaut amphibies de la classe Tarawa, les croiseurs de la classe California, les croiseurs de classe Virginia et des cotres de la classe Legend de la Garde côtière des États-Unis. Il a également été installé sur les destroyers de la classe Lütjens de la marine allemande dans le cadre de la modernisation du Type 103B dans les années 1980.

## SPQ-9B
Le SPQ-9A à bord des croiseurs de la classe Ticonderoga et le SPS-67 à bord des destroyers de la classe Arleigh Burke sont remplacés par le SPQ-9B. Il offre une portée deux fois supérieure à celle du SPQ-9A et une résolution de portée améliorée. Ce remplacement est effectué dans le cadre des programmes de modernisation des croiseurs et des destroyers de la marine américaine visant à prolonger la durée de vie des navires existants. Le nouveau SPQ-9B fera partie du système informatique de canon Mk 160 Mod 11 du système d'armes à feu Mk 34. La première évaluation opérationnelle du SPQ-9B a lieu sur l'USS Oldendorf en octobre 2002. Il doit être installé sur les classes de navires CVN-68, LPD-17, CG-47, WMSL-750, LHD-1 et LHA-6. La plage de fréquences est en bande X et l’antenne se compose de deux réseaux planaires montés dos à dos sous un radôme. Les destroyers DDG-51 Vol III doivent également être équipés du SPQ-9B.